# Psion Chess
Psion Chess (Eigenname: Chess by Psion with Richard Lang) ist ein Schachprogramm, das ursprünglich aus dem Jahr 1984 stammt. Es wurde von dem englischen Programmierer Richard Lang für die Firma Psion Ltd. (heute Psion Inc.) entwickelt. Zum Zeitpunkt des Erscheinens war es kommerziell, wurde jedoch inzwischen als Freeware deklariert.

## Schachengine
Die Schachengine war in Assembler programmiert. Es gab Versionen für Sinclair QL, Atari ST, Mac, PC und Psion Organiser. Eine Version für den ZX Spectrum aus dem Jahr 1983 ebnete den Weg für die PC-Umsetzung.
Auf dem Mac entsprach die Spielstärke etwa 1793 Elo, während sie auf dem Atari ST 1960 Elo erreichte. Das Programm rechnete auch während der Züge des Spielers, was jedoch ausgeschaltet werden konnte.
Bei der 4. Mikrocomputer-Weltmeisterschaft in Glasgow 1984, an der 19 Programme teilnahmen, kam Psion Chess mit 5 Punkten aus sieben Runden auf den geteilten ersten Platz.

## Funktionen
Das Programm bot mehrere Funktionen, die damals noch nicht Standard waren. Es enthielt eine Speicher- und Ladefunktion für komplette Schachpartien sowie eine Datenbank mit 50 berühmten historischen Schachpartien, deren Beschreibung im Handbuch zu finden war. Partien konnten ausgedruckt werden.
Psion Chess erlaubte es, in einem Championship-Modus zu spielen, der automatisch entfernt wurde, wenn eine Aktion ausgeführt wurde, die nicht Turnierbedingungen entsprach, etwa eine Zugrücknahme. Es erkannte Stellungswiederholungen, Patt, Zuglegalität, en passant, Rochade und Unterverwandlung.
Die Spielstärke war in 14 Stufen regelbar, acht weitere Stufen konnten für die Mattsuche, etwa zur Lösung von Mattaufgaben, eingesetzt werden.
Es konnte zwischen englischer, französischer und deutscher Sprache gewählt werden.

## Grafik und Sound
Das monochrome Programm bot Unterstützung für die Hercules Graphics Card, mit der die Auflösung von 720 × 348 Pixeln mit Dithering zur Simulation von Graustufen erreicht wurde, konnte jedoch auch auf IBM-PCs ohne die Hercules betrieben werden. Mit einer IBM Color Card konnten 640 × 400 Pixel ohne Dithering erreicht werden. Auf dem Atari ST war eine höhere Farbtiefe möglich.
Das Schachbrett konnte in 2D und 3D betrachtet werden. Im Gegensatz zu Battle Chess waren Standard-Schachfiguren in der 3D-Ansicht zu sehen.
Es war ein Soundeffekt für Züge vorhanden, der vom Systemlautsprecher ausgegeben wurde.